# HD 95233
HD 95233，又名BD+52 1529，SAO 27868、HR 4283，是一颗位于大熊座的恒星，光谱型为G9。